# Semiothisa aesthimaria
Semiothisa aesthimaria là một loài bướm đêm trong họ Geometridae.